# XNI-2 Kaméleon

## XNI-2 Kaméleon
Az XNI-2 Kaméleon egy fiktív magyar tervezésű és gyártású sugárhajtású harci repülőgép. A sohasem létezett típust a Repülés című folyóirat mutatta be 1980-ban áprilisi tréfaként. Jóval később egyes idegen nyelvű publikációkban azonban létező modellként hivatkoztak rá.

## Az eredeti újságcikk
A Magyar Honvédelmi Szövetség Repülés című szakfolyóiratának 1980. áprilisi számában egy képekkel illusztrált rövid írás jelent meg XNI—02 „KAMÉLEON (?)” címmel. E szerint 1945. április 1-én 10 óra 35 perckor Linz légterében egy amerikai pilóta, bizonyos R. Taylor hadnagy P-51 Mustang típusú gépével lelőtt egy ismeretlen sugárhajtású repülőgépet. Az amerikai repülő a 15. USAF 385. Fighter Group pilótája volt, aki az olaszországi Foggiából indult bevetésre. A légi győzelmet a Mustang fotógéppuskája is megörökítette. Ezekre a felvételekre, valamint egy — meg nem nevezett — magyar szerelő által átadott fotókra és irásos emlékekre hivatkozott a cikk írója.
E szerint a Kaméleont egy Nemisch Pál nevű mérnök tervezte, az építés 1944 októberében kezdődött meg Kőbányán. A sárkányszerkezetből a törzs volt új tervezés, a szárnyak Ju-87 zuhanóbombázóról származtak, bizonyos módosításokkal, úgynevezett kettős sirályszárny elrendezéssel. A gépnek tandem futóműve volt, a szárnyak alatt támasztókerekekkel. A személyzet két főből állt, a pilóta mellett egy rádióslövész kapott helyet az orrban, ő kezelte a géptörzs alján elhelyezett mozgatható fegyverzetet. Utóbbi célzása egy kamera segítségével történt, a lövészállásban elhelyezett képernyő mutatta a célokat. A célzóberendezést bizonyos Dr. Iknes tervezte. A fegyverzet az orrban elhelyezett két előre tüzelő 30 mm-es Rheinmetall-Borsig MK 103 gépágyúból, valamint az alsó állásba telepített két 12,7 mm-es Gebauer-féle géppuskából állt. A szárnyak alsó részén kialakított függesztőpontokon 2 x 2 darab, közelebbről meg nem határozott típusú vetőcsövet, vagy 2 darab, 250 kilogrammos bombát lehetett elhelyezni. A gépet eredetileg dugattyús motorral, illetve légcsavarral tervezték meghajtani, a sugárhajtómű — melynek típusára nem tér ki a szerző — úgymond szükségmegoldásként került beépítésre. Mindkét ülést katapultálhatóra tervezték, de a megépült példányba még nem kerültek bele. A létfontosságú részeket páncélozták, egyébként a szerkezet fa és műanyag elemeket is tartalmazott.
A típust romboló-alacsonytámadó és zuhanóbombázó feladatkörre tervezték, de az elképzelés szerint lett volna infrakamerával ellátott éjszakai vadász, valamint fegyverzet nélküli gyorsfelderítő és iskolagép változata is. A hadi helyzet alakulása miatt a prototípus első felszállását már Wiener Neustadtban hajtotta végre 1944. november 6-án, a sorozatgyártást pedig Augsburgban tervezték beindítani. A felderítőváltozat építését is megkezdték, azonban a szovjet csapatok előre nyomulása miatt az elkészült törzset Wiener Neustadtban fel kellett robbantani. A fegyverzettel is felszerelt prototípus vált Taylor hadnagy áldozatává 1945. április elsején, Linz mellett. A légi harc leírása szerint az amerikai pilóta úgy tudta lelőni a Mustangnál jelentősen gyorsabb gépet, hogy annak hirtelen kinyílt a futóműve és ez által lelassult, ez jól látható a cikkhez mellékelt fotógéppuska-felvételen is. Az írás másik illusztrációja egy archív fotó, amely a gép jobb oldaláról készült. Ezen a Kaméleon egy megerősített állóhelyen látható, a hajtóműgondolán és a szárnyakon magyar felségjellel, lajstromszám nélkül. A cikk végén PK monogram olvasható.

## A cikk háttere és utóélete
A Kaméleonról szóló cikket Punka György, az újság munkatársa írta, ő építette azt a makettet is, amelyről az illusztrációként szolgáló "archív" fotók készültek. Mivel a gép nyitott futóművekkel készült, és a fotógéppuska felvételén is így látható, a történetben meg kellett magyarázni ennek okát.
A szerző — tréfáról lévén szó — számos nyomot hagyott az írásban, annak jelzésére, hogy a leírtak nem valóságosak. Feltűnő a leírt esemény dátuma, április 1, továbbá a gépen dolgozó konstruktőrök nevei, Nemisch és Dr. Iknes (visszafelé olvasva: senki). Eléggé valószerűtlenül hangzott az is, hogy a háború utolsó szakaszában a hazai hadiipar ilyen rövid idő alatt képes legyen egy új típus megalkotására, mely ráadásul egy nálunk addig ismeretlen technológiával, sugárhajtóművel van felszerelve. A németek jellemzően elzárkóztak a modern fegyverek és részegységek átadásától. Az MK 103 gépágyúk és a sugárhajtóművek átadása a magyar fél számára teljesen kizárható, csakúgy mint a típus németországi sorozatgyártása. Az állítólagos amerikai pilótára vonatkozó információk sem helytállóak, a 15. légierő alárendeltségében ugyanis nem volt 385. vadászosztály, sőt ilyen hadrendi számmal csak vadász század létezett (385th Fighter Squadron). Árulkodó a névválasztás is, a korabeli katonai repülőgépeket jellemzően ragadozó madarakról nevezték el, ennek fényében nehezen értelmezhető a Kaméleon elnevezés.
A problémát az jelentette, hogy a lap a későbbiekben sem jelezte: a Kaméleon csupán egy áprilisi tréfa. Viszont a szövegben lévő utalások a nem magyar anyanyelvű olvasók számára nem voltak értelmezhetőek. Ennek nyomán az ukrán Avijacija i Vremja című repülős újság 1995/6-os számában "A Luftwaffe árnyékában" címmel megjelent, a Magyar Királyi Honvéd Légierőről szóló írás valós típusként hivatkozik a Kaméleonra. A lapban ráadásul egy színes rekonstrukciós rajzot is közöltek az állítólagos XNI-2-ről.
Az ukrán cikk nyomán, az Internet elterjedésének köszönhetően vált ismertté az XNI-2 Kaméleon "története", mely sok félreértésre adott okot. Napjainkban már angol nyelven több helyen fellelhetőek információk a típus fiktív voltáról, azonban ezek is tartalmaznak utólagosan hozzáadott elemeket. Az eredeti Punka-féle írásban például nem kerül említésre a Weiss Manfréd gyár, de mivel a kőbányai pincerendszerben a WM gyártott repülőgépmotorokat a II. világháború folyamán, a Kaméleon fejlesztését ezzel az üzemmel azonosították. A cikk még utalást sem tesz a hajtómű eredetére vonatkozóan, azonban egyes helyeken a BMW 003 gázturbinás sugárhajtóművekkel azonosítják őket, tekintve hogy ez volt a németek által sorozatban gyártott két sugárhajtómű egyike. Egyes helyeken részletes technikai adatokat is közölnek, kiegészítve azzal, hogy a géptörzs valójában zsákmányolt P-51B Mustangokból származik (ennek alapja az lehet, hogy Punka egy ilyen gép makettjét is felhasználta a Kaméleon megalkotásakor). De olvashatunk "meg nem erősített" információkat arról is, hogy a fejlesztésben a német Arado és Henschel cégek mérnökei is részt vettek, Németország mintegy 50 hajtóművet adott át, amelyek felhasználásával körülbelül 20(!) Kaméleon épült meg, s egyes példányok már harci bevetést is repültek az angolszász bombázókötelékek ellen, ezekről az eredeti írásban nincsen szó.

## Makett
Az Unicraft nevű ukrán makettcég, melynek termékpalettáján jellemzően kísérleti, illetve prototípusok szerepelnek, 1:72 méretarányban adta ki az XNI-2 Kaméleont megjelenítő készletét.